# Nivel microscópico

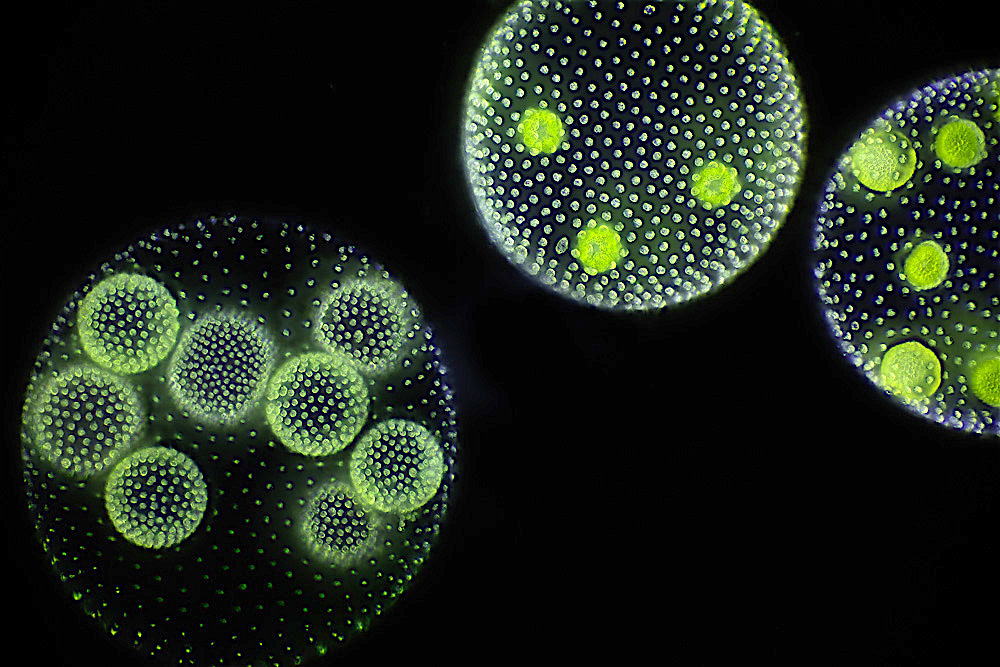
Vista a nivel microscópico.

En química, el nivel microscópico es el nivel de descripción en que fenómenos que ocurren a escalas no visibles a simple vista son relevantes. En general cuando algunos fenómenos afectan a regiones poco más grande que unos centenares de átomos o moléculas, se requiere una descripción microscópica. Por ejemplo todos los fenómenos que dependen de los detalles de las redes cristalinas, las moléculas, o los átomos e incluso partículas subatómicas (electrones, protones, etc.). En el nivel microscópico, en general, se requiere el uso de las ecuaciones y reglas de la mecánica cuántica. De hecho, algunos fenómenos microscópicos como la conductividad térmica a bajas temperaturas o la superconductividad no pueden ser explicados sin el auxilio de la mecánica cuántica para describir la estructura microscópica de la materia.
Un cuerpo microscópico es un objeto que por su tamaño es imposible verlo a simple vista; se necesitan aparatos como microscopios electrónicos para poder verlo o detectarlo.